# Ciutats del Japó
|  | «Shi» redirigeix aquí. Vegeu-ne altres significats a «Shi (kana)». |

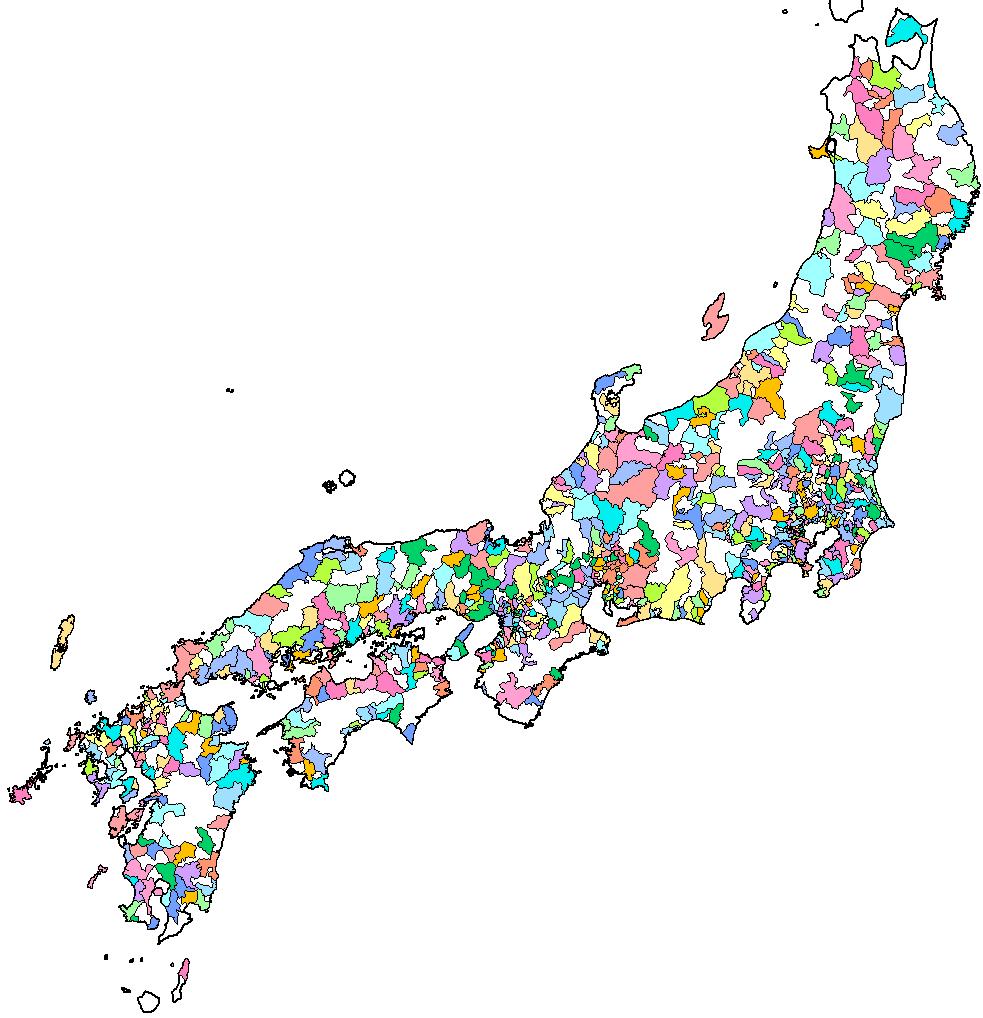
Mapa amb els municipis considerats ciutats del Japó

Una ciutat (市, shi) és una unitat administrativa del Japó. Són municipis situats al mateix nivell que les viles (machi) i pobles (mura), però a diferència d'aquestes no són part dels districtes (gun). Com altres unitats administratives estan regulades per la Llei Local d'Autonomia del 1947. Generalment, els pobles o viles poden ser declarats ciutats quan la seva població supera els cinquanta mil habitants. Al mateix temps una ciutat pot (encara que no és obligatori) ser convertida en poble o vila quan la seva població disminueix per sota d'aquesta xifra. Les ciutats més grans de com a mínim 200.000 habitants poden obtenir un estatus superior de ciutat especial, ciutat base o ciutat senyalada.